# Strømmen Station
 Ikke at forveksle med Strømmen Station (Danmark).
Strømmen Station (Strømmen stasjon) er en jernbanestation i Strømmen på Hovedbanen i Norge. Stationen består af tre spor med to perroner, der er forbundet med en gangtunnel, en rød stationsbygning, busterminal og parkeringspladser. Den betjenes af lokaltog mellem Spikkestad og Lillestrøm.
Stationen åbnede 1. september 1854 sammen med Hovedbanen, der var Norges første jernbane. Den blev fjernstyret 24. januar 1972.
Den første stationsbygning lå på østsiden af sporet og var opført efter tegninger af Heinrich Ernst Schirmer og Wilhelm von Hanno. Da banen blev udbygget med dobbeltspor opførtes en ny stationsbygning efter tegninger af Finn Knudsen på vestsiden i 1901. Den blev restaureret i 2007.
Der lå tidligere et sidespor til Strømmens Værksted ved stationen. Der er stadig fysiske rester af det.